# Municipio de Laketown (Minnesota)
El municipio de Laketown (en inglés: Laketown Township) es un municipio ubicado en el condado de Carver en el estado estadounidense de Minnesota. En el año 2010 tenía una población de 2243 habitantes y una densidad poblacional de 30,47 personas por km².

## Geografía
El municipio de Laketown se encuentra ubicado en las coordenadas 44°51′13″N 93°43′36″O / 44.85361, -93.72667. Según la Oficina del Censo de los Estados Unidos, el municipio tiene una superficie total de 73.62 km², de la cual 66,59 km² corresponden a tierra firme y (9,54 %) 7,02 km² es agua.

## Demografía
Según el censo de 2010, había 2243 personas residiendo en el municipio de Laketown. La densidad de población era de 30,47 hab./km². De los 2243 habitantes, el municipio de Laketown estaba compuesto por el 93,76 % blancos, el 0,49 % eran afroamericanos, el 0,13 % eran amerindios, el 3,39 % eran asiáticos, el 0,31 % eran de otras razas y el 1,92 % eran de una mezcla de razas. Del total de la población el 1,25 % eran hispanos o latinos de cualquier raza.